# Synsepalum congolense
Synsepalum congolense är en tvåhjärtbladig växtart som beskrevs av Paul Lecomte. Synsepalum congolense ingår i släktet Synsepalum och familjen Sapotaceae.
Artens utbredningsområde är Gabon. Inga underarter finns listade i Catalogue of Life.